# Ilieni
Ilieni (in ungherese Illyefalva, in tedesco Ilgendorf) è un comune della Romania di 1977 abitanti, ubicato nel distretto di Covasna, nella regione storica della Transilvania.
Il comune è formato dall'unione di 3 villaggi: Dobolii de Jos, Ilieni, Sâncraiu.
La gran parte della popolazione (oltre l'85%) è di etnia Székely e di lingua ungherese.

## Storia
Sono stati rinvenuti nella zona reperti che attestano la presenza umana fin dall'Età del bronzo.

Il primo documento che cita la località, con il nome Villa Helye, è un inventario delle tasse percepite da una chiesa del 1332. Nel Medioevo, avendo il diritto di tenere un mercato, Ilieni aveva una maggiore importanza di quella attuale. L'abbondanza di aree coltivabili e le relazioni commerciali con i vicini insediamenti Sassoni contribuirono al consistente sviluppo economico della zona.
Vista la sua posizione geografica, Ilieni fu spesso soggetta ad attacchi militari stranieri. Il più pesante di questi avvenne nel 1658, quando la chiesa fortificata venne conquistata da truppe turche e moldave alleate; gli abitanti vennero tutti uccisi o fatti prigionieri.
Dopo la caduta del regime comunista nel 1989, la località si è discretamente sviluppata dal punto di vista economico, puntando sull'agricoltura e sull'industria alimentare, ma anche sul turismo, con la realizzazione di un centro congressi, un ostello della gioventù e diverse seconde case.

## La chiesa fortificata
La prima costruzione della chiesa non è documentata, tuttavia si hanno notizie di una sua ricostruzione nel XV secolo in stile gotico e di successivi rimaneggiamenti in stile rinascimentale ed in stile barocco. A seguito dei numerosi attacchi subiti, la chiesa venne progressivamente fortificata tra il XV e il XVII secolo. Alcuni terremoti imposero diverse riparazioni, il più pesante dei quali danneggiò nel 1802 l'edificio ed il soffitto dipinto in legno. La costruzione è stata interamente restaurata negli anni novanta.